# Parrot Rolling Spider
Le Rolling Spider est un drone de la gamme minidrones, de Parrot, une entreprise spécialisée dans les objets électroniques sans fil.

## Présentation
Le Rolling Spider est un drone de loisir pilotable depuis un smartphone ou une tablette et pouvant voler à l'intérieur et à l'extérieur. Il peut à la fois voler et rouler. Drone de type quadricoptère, il est nécessaire d'installer l'application FreeFlight 3 qui est compatible avec les appareils iOS, Android et Windows Phone.
Il est équipé de 4 moteurs latéraux et de 4 hélices. Le Rolling Spider peut se contrôler avec un smartphone sous le système d'exploitation iOS, Android ou Windows Phone. Il possède également une caméra verticale de 0,3 million de pixels qui permet de prendre des photos mais pas de vidéo.

## Caractéristiques et accessoires
Le Rolling Spider est livré avec : 
- deux roues ;
- un axe (pour lier les roues entre elles) ;
- une batterie de 550 mAh et de 3,7 volts ;
- il pèse 55 g[1] ;

## Connexion
Pour contrôler le Rolling Spider, il est nécessaire tout d'abord d'activer la fonction Bluetooth sur son smartphone puis l'application gratuite
Freeflight 3 (qu'il vous faut télécharger) reconnaîtra automatiquement votre appareil.

## Récompenses
Le drone est récompensé au CES 2014 et primé par les sites Mashable et The Verge et par la revue Popular Mechanics.